# America (chanson de Simon et Garfunkel)
Pour les articles homonymes, voir America.
Singles de Simon and Garfunkel
For Emily, Whenever I May Find Her (Live)
(août 1972) My Little Town (en)
(octobre 1975)
Pistes de Bookends
Save the Life of My Child (en) Overs (en)
America est une chanson écrite et composée par Paul Simon. Elle paraît en 1968 sur Bookends, le quatrième album du duo Simon and Garfunkel. Elle est considérée comme l'une de leurs meilleures chansons.
Les paroles s'inspirent d'une virée routière effectuée par Simon avec sa petite amie Kathy Chitty. Elles décrivent un jeune couple qui parcourt les routes des États-Unis en auto-stop et en autocar à la recherche de « l'Amérique », au sens propre comme au sens figuré.

## Histoire

### Écriture et enregistrement
Pour écrire America, Paul Simon s'inspire d'une virée routière effectuée au mois de septembre 1964 avec sa petite amie Kathy Chitty. Simon, qui vit alors à Londres, est rappelé aux États-Unis par le producteur Tom Wilson pour finaliser le mixage et la pochette du premier album de Simon & Garfunkel, Wednesday Morning, 3 A.M.. Le chanteur, qui n'a pas envie de se séparer de Chitty, l'invite à l'accompagner et ils passent cinq jours ensemble sur les routes américaines.
D'après le disc-jockey Bob Dyer, Simon aurait écrit America en 1966, après que Simon & Garfunkel ont été invités à se produire à Saginaw, dans le Michigan, pour la branche locale de la YMCA. C'est de là que viendrait la référence à Saginaw dans les paroles de la chanson.
America fait partie des dernières chansons enregistrées pour Bookends. À la suite du départ du producteur John Simon (en), son enregistrement, qui prend place le 1er février 1968 au studio Columbia B, situé dans le CBS Studio Building (en) à Manhattan, est supervisé par Simon et Garfunkel eux-mêmes avec l'aide de l'ingénieur du son Roy Halee (en).

### Parution et accueil
Bookends est publié le 3 avril 1968 par Columbia Records. America occupe la troisième piste de la première face du 33 tours, entre Save the Life of My Child (en) et Overs (en). La critique mitigée de l'album parue dans le magazine Rolling Stone, due à Arthur Schmidt, salue les arrangements de cuivres et les paroles de la chanson.
En 1972, America est reprise sur Simon & Garfunkel's Greatest Hits (en), la première compilation officielle du duo. Elle figure également en face B du single édité pour la promouvoir, une version en concert inédite de For Emily, Whenever I May Find Her. Ce single se classe no 53 des ventes aux États-Unis. Columbia inverse ensuite les deux faces du single et America atteint la 97e place du hit-parade au mois de novembre. Dans sa critique de Simon & Garfunkel's Greatest Hits pour Rolling Stone, Stephen Holden ne tarit pas d'éloges pour America, qu'il décrit comme un grand pas en avant pour Simon en tant que parolier avec son alternance de détails spécifiques et d'observations générales. « Je ne pense pas qu'une chanson puisse être à la fois plus compacte et plus fluide que ça », conclut-il.
Avec le recul, America est souvent considérée par les critiques et le public comme l'une des meilleures chansons de la discographie de Simon & Garfunkel : « pièce maîtresse de Bookends » d'après American Songwriter, « splendide vignette » pour David Nichols dans Les 1001 albums qu'il faut avoir écoutés dans sa vie. Le disc-jockey Pete Fornatale la considère comme le meilleur morceau écrit par Paul Simon à ce stade de sa carrière. En 2014, Rolling Stone invite son lectorat à élire les 10 meilleures chansons de Simon & Garfunkel. America arrive en quatrième position de ce sondage, derrière The Sound of Silence, The Boxer et Bridge over Troubled Water. Le journaliste Andy Greene explique qu'elle « capture l'agitation et la confusion qui régnaient aux États-Unis l'année qui vit les assassinats de Martin Luther King et Robert F. Kennedy, ainsi que l'escalade de la guerre du Viêt Nam ».

### Postérité

#### Réutilisations
America connaît un regain de popularité en 2000, à la suite de son utilisation dans le film de Cameron Crowe Presque célèbre. Dans une scène se déroulant en 1968, le personnage interprété par Zooey Deschanel fait écouter cette chanson à sa mère pour lui faire comprendre pourquoi elle veut quitter le domicile familial pour devenir hôtesse de l'air.[réf. nécessaire]
En 2016, la chanson sert de bande-son à une publicité en faveur de Bernie Sanders dans le cadre des primaires présidentielles du Parti démocrate. Son utilisation est approuvée aussi bien par Simon que par Garfunkel.
La chanson est également utilisée dans des publicités commerciales pour American Express à la fin des années 2010 et pour le Volkswagen Atlas en 2017.[réf. nécessaire]
En 2010, les paroles de la chanson sont peintes à la bombe sur des bâtiments vides et des usines abandonnées à Saginaw. C'est l'œuvre du collectif d'artistes Paint Saginaw, qui souhaite attirer l'attention sur le déclin économique et démographique de la ville.

#### Reprises

##### Yes
Singles de Yes
Roundabout
(janvier 1972) And You and I (en)
(octobre 1972)
America est réarrangée par le groupe de rock progressif Yes en 1970. Ils l'interprètent en concert lors de la première tournée après le remplacement du guitariste Peter Banks par Steve Howe. Yes intègre à la chanson des éléments caractéristiques du rock progressif (changements de signature rythmique, longs segments instrumentaux) tout en supprimant la coda originale. Le bassiste Chris Squire cite America de la comédie musicale West Side Story dans l'introduction. Leur reprise dure dix minutes et demi dans sa version studio, mais il arrive qu'elle s'étende sur plus de quinze minutes pendant la tournée 1970-1971.
Les musiciens ayant participé à l'enregistrement de la version studio sont :
- Jon Anderson : chant
- Steve Howe : guitare
- Chris Squire : basse
- Rick Wakeman : orgue Hammond, piano électrique
- Bill Bruford : batterie

Cette version studio voit le jour en 1972 sur The New Age of Atlantic (en), une compilation d'artistes du label Atlantic Records. Elle est incluse par la suite sur la compilation de Yes Yesterdays en 1975, le coffret In a Word: Yes (1969–) (en) en 2002 et en bonus sur la réédition de 2003 de l'album Fragile.
Une version raccourcie à 4 minutes est publiée en single en 1972 et atteint la 46e place du Billboard Hot 100. Cette version courte est incluse dans le coffret Yesyears (en) et sa version condensée Yesstory (en), ainsi que dans la compilation The Ultimate Yes: 35th Anniversary Collection (en) et en bonus de la réédition de 2003 de Close to the Edge, tandis que la version studio non éditée apparaît sur l'édition remixée par Steven Wilson du même album en 2013. Une version live de la chanson apparaît sur Keys to Ascension en 1996, tandis qu'une version tirée du dernier concert de la tournée 1970-1971 voit le jour dans le coffret The Word Is Live (en) en 2005.
Dans son autobiographie, Steve Howe décrit America comme « une sorte d'enregistrement perdu », qui figure rarement sur les best-of de Yes et le plus souvent sois sa forme tronquée. Il rapporte avoir croisé Paul Simon à l'occasion d'un concert caritatif en 1992 et que celui-ci a répondu par l'affirmative quand Howe lui a demandé s'il aimait la reprise de Yes.

##### Autres reprises
Avant même la sortie de l'album Bookends, America est interprétée sur scène par le groupe de rock psychédélique écossais 1-2-3, rebaptisé Clouds en 1968. Leur version comprend des changements de signature rythmique et des passages supplémentaires, dont des intermèdes classiques, anticipant de quelques années le traitement que Yes apporte à cette chanson. Les membres du groupe ont découvert les chansons de Paul Simon à travers des démos enregistrées par ce dernier aux studios Levy de Londres en 1965. Une copie de ces démos leur a été fournie par l'ingénieur du son Stu Francis de Radio Luxembourg.
Le 15 août 1969, le chanteur folk Bert Sommer interprète America dans le cadre de son passage au festival de Woodstock. Elle figure également sur son deuxième album studio, Inside Bert Sommer, sorti l'année suivante.
Le 20 octobre 2001, David Bowie ouvre le Concert for New York City par une interprétation minimaliste de la chanson, simplement accompagné par un omnichord.
America a également été reprise par :
- Hamilton Camp sur l'album Welcome to Hamilton Camp (1969)
- Phil Upchurch sur l'album Upchurch (en) (1969)
- Paul Desmond sur l'album Bridge over Troubled Water (en) (1970)
- The King's Singers sur l'album America (1989)
- Josh Groban sur l'album Live at the Greek (2003)
- Lucy Wainwright Roche (en) sur l'album Lucy (2010)
- America sur l'album Back Pages (en) (2011)
- First Aid Kit sur l'EP America (2014)

## Caractéristiques artistiques
America est composée dans la clé de ré majeur avec une mesure en 6/8. Elle a un tempo modérément rapide de 172 battements par minute. L'amplitude des voix de Simon et Garfunkel s'étend de la2 dans les graves jusqu'à mi4 dans les aigus.[réf. nécessaire] Outre la guitare acoustique de Simon, l'instrumentation est assurée par des musiciens de studio réputés : le batteur Hal Blaine, le claviériste Larry Knechtel et le bassiste Joe Osborn. Sur Bookends, la chanson commence avec un fondu enchaîné avec le morceau précédent, Save the Life of My Child (en). Cet effet n'est pas présent sur les versions parues en single, qui commencent par une ouverture nette.
Les paroles, écrites à la première personne, suivent un jeune couple qui effectue un voyage sur les routes « à la recherche de l'Amérique ». La compagne du narrateur s'appelle Kathy, comme la véritable petite amie de Simon. Ce dernier l'a déjà mentionnée dans Homeward Bound, le précédent tube du duo, ainsi que dans Kathy's Song, une chanson d'amour parue sur l'album Sounds of Silence. Le narrateur passe quatre jours à faire de l'auto-stop depuis Saginaw pour rejoindre Kathy à Pittsburgh, où ils empruntent un autocar Greyhound pour continuer leur voyage. Pour passer le temps, ils fument des cigarettes et s'amusent à essayer de deviner les origines de leurs compagnons de voyage. Kathy lit un magazine avant de s'endormir, laissant le narrateur réfléchir seul au sens du voyage. Dans le dernier couplet, le narrateur exprime ses sentiments les plus profonds à une Kathy incapable de l'entendre ou de lui répondre : « Je suis vide et j'ai mal et je ne sais pas pourquoi.  » En regardant par la fenêtre, il compte les voitures sur l'autoroute du New Jersey Turnpike, dont tous les occupants sont comme lui « à la recherche de l'Amérique ». Les harmonies ascendantes et les cymbales contribuent à donner une puissance dramatique à la fin de la chanson. 
Marc Eliot décrit America comme « un tableau cinématique dans lequel le chanteur recherche une Amérique littérale et concrète qui semble avoir disparu avec sa beauté et ses idéaux ». Pour Pete Fornatale, ses paroles sont « une métaphore qui nous rappelle les âmes perdues qui erraient sur les autoroutes et les chemins de traverse de l'Amérique du milieu des années soixante en luttant dans les remous du désespoir et de l'espoir, de l'optimisme et de la désillusion ». Thom Jurek y voit « une ellipse, un message codé, une question à laquelle aucune réponse ne peut être apportée ».

## Fiche technique

### Chansons
Toutes les chansons sont écrites et composées par Paul Simon.
| 1. | America                            | 3:23 |
| 2. | For Emily, Whenever I May Find Her | 2:25 |

### Musiciens

#### Simon & Garfunkel
- Paul Simon : chant, guitare acoustique
- Art Garfunkel : chœurs

#### Musiciens supplémentaires
- Hal Blaine : batterie
- Larry Knechtel : orgue Hammond
- Joe Osborn : basse
- inconnu : saxophone soprano

### Équipe de production
- Paul Simon : producteur
- Art Garfunkel : producteur
- Roy Halee (en) : producteur, ingénieur du son
- Bob Johnston : assistant de production

### Classements et certifications
| Classement                     | Meilleure position |
| ------------------------------ | ------------------ |
| États-Unis (Hot 100)           | 97                 |
| Royaume-Uni (UK Singles Chart) | 25                 |